# V gorode S.
V gorode S. (В городе С.) è un film del 1966 diretto da Iosif Efimovič Chejfic.